# Pruzilly
Pruzilly es una comuna francesa situada en el departamento de Saona y Loira, en la región de Borgoña-Franco Condado. 

## Demografía
| 223 | 213 | 201 | 188 | 218 | 239 | 347 |
| Para los censos de 1962 a 1999 la población legal corresponde a la población sin duplicidades (Fuente: INSEE [Consultar]) |     |     |     |     |     |     |